# Lekomania (serial telewizyjny)
Lekomania (oryg. Dopesick) – amerykański oparty na faktach serial dramatyczny z 2021 roku na podstawie książki Beth Macy, Lekomani. Jak koncerny farmaceutyczne i lekarze potrafią uzależnić pacjentów od leków (oryg. Dopesick: Dealers, Doctors and the Drug Company that Addicted America). Został on stworzony przez Danny’ego Stronga, który pełnił również rolę głównego scenarzysty. W rolach głównych wystąpili: Michael Keaton, Peter Sarsgaard, Michael Stuhlbarg, Will Poulter, John Hoogenakker, Kaitlyn Dever i Rosario Dawson.
Serial koncentruje się na walce z uzależnieniem od opioidów w Stanach Zjednoczonych, spowodowanym lekiem OxyContin, wyprodukowanym jako nieuzależniający przez koncern farmaceutyczny Purdue Pharma.
Lekomania zadebiutował 13 października 2021 roku w serwisie Hulu. W Polsce miniseria pojawiła się 14 czerwca 2022 roku na Disney+. Serial otrzymał przeważnie pozytywne recenzje od krytyków.

## Obsada

### Główne role
- Michael Keaton jako Samuel Finnix[3]
- Peter Sarsgaard jako Rick Mountcastle[4]
- Michael Stuhlbarg jako Richard Sackler[5]
- Will Poulter jako Billy Cutler[6]
- John Hoogenakker jako Randy Ramseyer[7]
- Kaitlyn Dever jako Betsy Mallum[8]
- Rosario Dawson jako Bridget Meyer[9]

### Role drugoplanowe
- Jake McDorman jako John Brownlee[10]
- Ray McKinnon jako Jerry Mallum[11]
- Cleopatra Coleman jako Grace Pell[12]
- Raúl Esparza jako Paul Mendelson[13]
- Will Chase jako Michael Friedman[14]
- Phillipa Soo jako Amber Collins[10]
- Mare Winningham jako Diane Mallum[15]
- Lawrence Arancio jako Raymond Sackler[15]
- Jaime Ray Newman jako Kathe Sackler[14]
- Arischa Conner jako Leah Turner[15]
- Ian Unterman jako Jonathan Sackler[15]
- Brendan Patrick Connor jako Howard Udell[15]
- Andrea Frankle jako Beth Sackler[14]
- Winsome Brown jako Theresa Sackler[16]
- Alan Campbell jako Paul Goldenheim[17]
- Rebecca Wisocky jako Cynthia McCormick[18]
- Meagen Fay jako Sister Beth Davies[18]
- Trevor Long jako Rudy Giuliani[19]

## Emisja
Lekomania zadebiutował 13 października 2021 roku w serwisie Hulu w Stanach Zjednoczonych. 30 października pierwsze trzy odcinki zostały pokazane publiczności podczas Virginia Film Festival, a po projekcji odbyła się dyskusja z udziałem Danny’ego Stronga i Beth Macy. 12 listopada serial udostępniony został poza Stanami w serwisie Disney+ pod marką „Star”, w Ameryce Łacińskiej na Star+ oraz w części krajów azjatyckich na Disney+ Hotstar. W Polsce serial pojawił się 14 czerwca 2022 roku na Disney+.

## Lista odcinków
| Nr | Tytuł                        | Tytuł polski           | Reżyseria       | Scenariusz                     | Premiera (Hulu)      | Premiera w Polsce (Disney+) |
| -- | ---------------------------- | ---------------------- | --------------- | ------------------------------ | -------------------- | --------------------------- |
| 1  | First Bottle                 | Pierwsza dawka         | Barry Levinson  | Danny Strong                   | 13 października 2021 | 14 czerwca 2022             |
| 2  | Breakthrough Pain            | Ból przebijający       | Barry Levinson  | Danny Strong                   | 13 października 2021 | 14 czerwca 2022             |
| 3  | The 5th Vital Sign           | Piąty parametr życiowy | Michael Cuesta  | Danny Strong, Beth Macy        | 13 października 2021 | 14 czerwca 2022             |
| 4  | Pseudo-Addiction             | Pseudouzależnienie     | Michael Cuesta  | Jessica Mecklenburg            | 20 października 2021 | 14 czerwca 2022             |
| 5  | The Whistleblower            | Sygnalistka            | Patricia Riggen | Danny Strong, Benjamin Rubin   | 27 października 2021 | 14 czerwca 2022             |
| 6  | Hammer the Abusers           | Narkomani na celowniku | Patricia Riggen | Danny Strong, Eoghan O’Donnell | 3 listopada 2021     | 14 czerwca 2022             |
| 7  | Black Box Warning            | Uwaga, czarna skrzynka | Danny Strong    | Danny Strong, Beth Macy        | 10 listopada 2021    | 14 czerwca 2022             |
| 8  | The People vs. Purdue Pharma | Sąd nad Purdue Pharma  | Danny Strong    | Danny Strong                   | 17 listopada 2021    | 14 czerwca 2022             |

## Produkcja

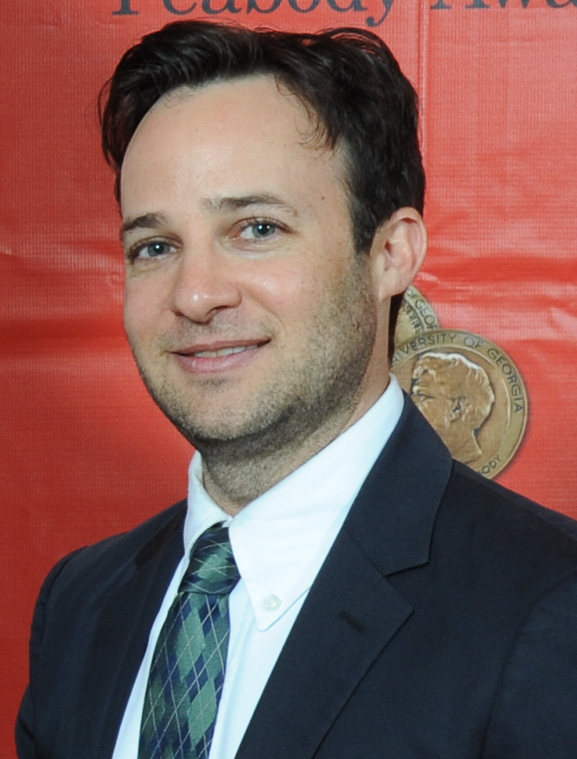
Danny Strong, twórca, główny scenarzysta i producent wykonawczy serialu

### Rozwój projektu
W sierpniu 2018 roku poinformowano, że Fox 21 Television Studios pracuje nad serialem na podstawie książki Lekomani. Jak koncerny farmaceutyczne i lekarze potrafią uzależnić pacjentów od leków (oryg. Dopesick: Dealers, Doctors and the Drug Company that Addicted America) autorstwa Beth Macy. W czerwcu 2020 roku Hulu zamówiło ośmioodcinkowy serial limitowany, który stworzy Danny Strong. Producentami wykonawczymi zostali Strong, Macy, Michael Keaton, Warren Littlefield, John Goldwyn, Karen Rosenfelt i Barry Levinson. Produkcją serialu zajęły się 20th Television oraz John Goldwyn Productions i The Littlefield Company.

### Casting
W czerwcu 2020 roku poinformowano, że Michael Keaton zagra Samuela Finnixa. We wrześniu do obsady dołączyli: Peter Sarsgaard jako Rick Mountcastle, Kaitlyn Dever jako Betsy Mallum, Will Poulter jako Billy Cutler, John Hoogenakker jako Randy Ramseyer, Phillipa Soo jako Amber Collins i Jake McDorman jako John Brownlee. W październiku ujawniono, że w serialu wystąpią Rosario Dawson jako Bridget Meyer i Ray McKinnon jako Jerry Mallum. W listopadzie poinformowano, że do obsady dołączyła Cleopatra Coleman jako Grace Pell, a w następnym miesiącu – Michael Stuhlbarg jako Richard Sackler. 
W styczniu 2021 roku ogłoszono, że Jaime Ray Newman jako Kathe Sackler, Andrea Frankle jako Beth Sackler i Will Chase jako Michael Friedman zagrają w serialu. W marcu do obsady dołączyły Rebecca Wisocky jako Cynthia McCormick i Meagen Fay jako Beth Davies, a w kwietniu poinformowano, że wystąpi również Trevor Long jako Rudy Giuliani.

### Zdjęcia
Zdjęcia do serialu rozpoczęły się w grudniu 2020 roku w Richmond w stanie Wirginia, a zakończyły się w maju 2021 roku. Za zdjęcia odpowiadał Checco Varese, scenografię przygotował Neil Spisak, a kostiumy zaprojektowała Michele Michel.

## Muzyka
Na początku października 2021 roku poinformowano, że Lorne Balfe skomponował muzykę do serialu. Album, Dopesick: Original Score, został wydany 12 listopada 2021 roku przez Hollywood Records.
| Dopesick: Original Score – 2021 | Dopesick: Original Score – 2021 | Dopesick: Original Score – 2021 | Dopesick: Original Score – 2021 |
| Nr                              | Tytuł utworu                    | Autor                           | Długość                         |
| ------------------------------- | ------------------------------- | ------------------------------- | ------------------------------- |
| 1.                              | „Miracle Drug”                  | L. Balfe                        | 2:40                            |
| 2.                              | „I Found My Life”               | L. Balfe                        | 2:15                            |
| 3.                              | „Life Without Pain”             | L. Balfe                        | 1:57                            |
| 4.                              | „Dopesick”                      | L. Balfe                        | 4:18                            |
| 5.                              | „Intervention”                  | L. Balfe                        | 2:08                            |
| 6.                              | „Addiction”                     | L. Balfe                        | 3:21                            |
| 7.                              | „Give Us Something”             | L. Balfe                        | 4:55                            |
| 8.                              | „Double the Dose”               | L. Balfe                        | 1:17                            |
| 9.                              | „Drifting Away”                 | L. Balfe                        | 3:48                            |
| 10.                             | „Dear Lord”                     | L. Balfe                        | 1:59                            |
| 11.                             | „Blood Money”                   | L. Balfe                        | 2:25                            |
| 12.                             | „Bigger Than Jesus”             | L. Balfe                        | 1:40                            |
| 13.                             | „Toxic”                         | L. Balfe                        | 3:15                            |
| 14.                             | „Leaving a Body”                | L. Balfe                        | 1:47                            |
| 15.                             | „Pure Bliss”                    | L. Balfe                        | 2:59                            |
| 16.                             | „The Sacklers”                  | L. Balfe                        | 3:59                            |
| 17.                             | „This Is Our Time”              | L. Balfe                        | 1:35                            |
| 18.                             | „Relapse”                       | L. Balfe                        | 3:15                            |
| 19.                             | „A New Beginning”               | L. Balfe                        | 2:07                            |
| 20.                             | „Protest”                       | L. Balfe                        | 1:42                            |
| 21.                             | „There Is Hope”                 | L. Balfe                        | 2:54                            |
|                                 |                                 |                                 | 56:16                           |

## Odbiór

### Krytyka w mediach
Serial spotkał się z przeważnie pozytywną reakcją krytyków. W serwisie Rotten Tomatoes 87% z 61 recenzji uznano za pozytywne, a średnia ocen wystawionych na ich podstawie wyniosła 7,4/10. Na portalu Metacritic średnia ważona ocen z 25 recenzji wyniosła 68 punktów na 100.
Kristen Baldwin z „Entertainment Weekly” stwierdziła, że „Dopesick zręcznie ogarnia ogromną epidemię uzależnień poprzez intymne, głęboko wciągające historie o ludzkiej dewastacji”. Kelly Lawler z „USA Today” pochwaliła grę aktorów, a o Michaelu Keatonie napisała, że „jest w swojej najlepszej formie, opanowując postać, która jest bałaganem pełnym sprzeczności i transformacji”. Lucy Mangan z „The Guardian” oceniła, że „w Dopesick za dużo się dzieje (...) Rezultatem jest serial, który jest znacznie bardziej chaotyczny niż powinien”. Alan Sepinwall z „Rolling Stone” stwierdził, że „poszczególne odcinki wydają się zbyt długie, a Dopesick jako całość wydaje się nie mieć żadnego interesu, aby trwać ponad osiem godzin”. Daniel Fienberg z „The Hollywood Reporter” napisał, że „Dopesick to frustrujący wybór wątpliwych wyborów narracyjnych i dziwacznie kiepskich występów zazwyczaj nienagannych aktorów. To pogmatwana opowieść o niełatwej historii”.

### Nagrody i nominacje
| Rok  | Ceremonia                         | Kategoria                                                                    | Nominowani     | Rezultat  | Przypis       |
| ---- | --------------------------------- | ---------------------------------------------------------------------------- | -------------- | --------- | ------------- |
| 2022 | Golden Globe Awards               | Najlepszy serial limitowany lub film telewizyjny                             | Lekomania      | Nominacja | [ 42 ] [ 43 ] |
| 2022 | Golden Globe Awards               | Najlepszy aktor w serialu limitowanym lub filmie telewizyjnym                | Michael Keaton | Wygrana   | [ 42 ] [ 43 ] |
| 2022 | Golden Globe Awards               | Najlepsza aktorka drugoplanowa w serialu lub filmie telewizyjnym             | Kaitlyn Dever  | Nominacja | [ 42 ] [ 43 ] |
| 2022 | Satellite Awards                  | Najlepszy aktor w miniserialu, serialu limitowanym lub filmie telewizyjnym   | Michael Keaton | Nominacja | [ 44 ]        |
| 2022 | Critics’ Choice Television Awards | Najlepszy serial limitowany                                                  | Lekomania      | Nominacja | [ 45 ]        |
| 2022 | Critics’ Choice Television Awards | Najlepszy aktor w filmie telewizyjnym lub serialu limitowanym                | Michael Keaton | Nominacja | [ 45 ]        |
| 2022 | Critics’ Choice Television Awards | Najlepsza aktorka drugoplanowa w filmie telewizyjnym lub serialu limitowanym | Kaitlyn Dever  | Nominacja | [ 45 ]        |
| 2022 | Nagroda Gildii Aktorów Ekranowych | Najlepszy aktor w filmie telewizyjnym lub serialu limitowanym                | Michael Keaton | Wygrana   | [ 46 ]        |